# MAFC
El Műegyetemi Atlétikai és Football Club (en español: Club de Fútbol de la Universidad de Arte Atlético), conocido simplemente como MAFC, es un equipo de fútbol de Hungría que juega en la NB4, la cuarta división de fútbol en el país.

## Historia
Fue fundado en el año 1897 en la capital Budapest como un club multideportivo que cuenta con secciones en baloncesto, waterpolo, hockey sobre hierba, fútbol sala, balonmano masculino y voleibol femenil.
Fue uno de los equipos fundadores de la NB1 en 1901, terminando en 4º lugar en su temporada inaugural. El club disputó las primeras cinco temporadas de la NB1 hasta que descendió en 1905 al terminar en último lugar entre 9 equipos, donde solo ganó un partido de 16 que jugó.

## Nombres
- 1897-1903: Műegyetemi FC
- 1903-1951: Műegyetemi AFC
- 1951-1954: Dísz FSE
- 1954-1955: Budapesti Haladás
- 1957-2012: Műegyetemi Atlétikai és Football Club
- 2012–presente: Műegyetemi Atlétikai és Football Club EEDA

## Jugadores

### Jugadores destacados
- Gyula Bíró
- Ferenc Müller